# Vincenzo Santucci
Pour les articles homonymes, voir Santucci.
Vincenzo Santucci (né le 18 février 1796 à Gorga, dans l'actuelle province de Rome, dans le Latium, alors dans les États pontificaux et mort le 19 août 1861 à Rocca di Papa) est un cardinal italien du XIXe siècle.

## Biographie
Vincenzo Santucci exerce diverses fonctions au sein de la Curie romaine, notamment comme secrétaire de la Congrégation extraordinaire des affaires ecclésiastiques et substitut au secrétariat d'État. 
Le pape Pie IX le crée cardinal lors du consistoire du 7 mars 1853. Le cardinal Santucci est préfet de la Congrégation des études.

## Sources
- Fiche du cardinal Vincenzo Santucci sur le site fiu.edu